# Crosslauf-Weltmeisterschaften 1973
Die 1. Crosslauf-Weltmeisterschaften der IAAF fanden am 17. März 1973 auf der Rennbahn von Waregem (Belgien) statt.
Die Männer starteten über eine Strecke von 11,98 km, die Frauen über 3,99 km und die Junioren über 7,02 km.

## Ergebnisse

### Männer

#### Einzelwertung
| Platz | Athlet           | Land | Zeit (min) |
| ----- | ---------------- | ---- | ---------- |
| 1     | Pekka Päivärinta | FIN  | 35:46,4    |
| 2     | Mariano Haro     | ESP  | 35:46,5    |
| 3     | Rod Dixon        | NZL  | 36:00      |
| 4     | Tapio Kantanen   | FIN  | 36:05      |
| 5     | Willy Polleunis  | BEL  | 36:05      |
| 6     | Roger Clark      | ENG  | 36:08      |
| 7     | Juan Hidalgo     | ESP  | 36:12      |
| 8     | Gaston Roelants  | BEL  | 36:13      |

Von 156 gestarteten Athleten erreichten 148 das Ziel.
Teilnehmer aus deutschsprachigen Ländern:
- 44: Detlef Uhlemann (FRG)
- 56: Gerd Frähmcke (FRG)
- 87: Albrecht Moser (SUI)
- 88: Wilhelm Jungbluth (FRG)
- 94: Karl-Heinz Betz (FRG)
- 103: Ludwig Niedermeier (FRG)
- 123: Falko Will (FRG)
- 139: Jean-Pierre Berset (SUI)
- DNF: Willi Wagner (FRG)
- DNF: Wolfgang Krüger (FRG)

#### Teamwertung
| Platz | Land und Athleten                                                                                               | Gesamtpunktzahl und Einzelplatzierung |
| ----- | --- | ------------------------------------- |
| 1     | Belgien Willy Polleunis Gaston Roelants Erik De Beck Erik Gyselinck Karel Lismont Marc Smet                     | 109 05 08 018 019 028 031             |
| 2     | Sowjetunion Nikolai Swiridow Pawel Andrejew Nikolai Puklakow Boris Oljanizki Walentin Sotow Wladimir Merkuschin | 119 09 017 021 022 023 027            |
| 3     | Neuseeland Rod Dixon Richard Tayler Bryan Rose Euan Robertson Eddie Gray Nathan Healey                          | 136 03 012 014 015 038 054            |

Insgesamt wurden 18 Teams gewertet. Die bundesdeutsche Mannschaft belegte mit 508 Punkten den 14. Platz.

### Frauen

#### Einzelwertung
| Platz | Athletin             | Land | Zeit (min) |
| ----- | -------------------- | ---- | ---------- |
| 1     | Paola Pigni          | ITA  | 13:45,2    |
| 2     | Joyce Smith          | ENG  | 13:58      |
| 3     | Joske Van Santberghe | BEL  | 14:01      |
| 4     | Rita Ridley          | ENG  | 14:02      |
| 5     | Sinikka Tyynelä      | FIN  | 14:09      |
| 6     | Jean Lochhead        | WAL  | 14:12      |
| 7     | Marijke Moser        | SUI  | 14:13      |
| 8     | Irja Pettinen        | FIN  | 14:14      |

Von 75 gestarteten Athletinnen erreichten 74 das Ziel.
Weitere Teilnehmerinnen aus deutschsprachigen Ländern:
- 18: Christel Rosenthal (FRG)
- 21: Christa Kofferschläger (FRG)
- 26: Manuela Preuss (FRG)
- 34: Gerda Ranz (FRG)
- 54: Sylvia Schenk (FRG)

#### Teamwertung
| Platz | Land und Athletinnen                                                       | Gesamtpunktzahl und Einzelplatzierung |
| ----- | -------------------------------------------------------------------------- | ------------------------------------- |
| 1     | England Joyce Smith Rita Ridley Penny Yule Carol Gould                     | 40 02 04 14 20                        |
| 2     | Finnland Sinikka Tyynelä Irja Pettinen Nina Holmén Aila Koivistoinen       | 73 05 08 10 50                        |
| 3     | Vereinigte Staaten Doris Brown Francie Larrieu Vicki Foltz Caroline Walker | 90 15 16 29 30                        |

Insgesamt wurden zwölf Teams gewertet. Die bundesdeutsche Mannschaft belegte mit 99 Punkten den fünften Platz.

### Junioren

#### Einzelwertung
| Platz | Athlet      | Land | Zeit (min) |
| ----- | ----------- | ---- | ---------- |
| 1     | Jim Brown   | SCO  | 20:52,8    |
| 2     | José Haro   | ESP  | 21:00,6    |
| 3     | Léon Schots | BEL  | 21:07,2    |

Alle 55 gestarteten Athleten erreichten das Ziel.
Teilnehmer aus deutschsprachigen Ländern:
- 22: Bernhard Vifian (SUI)
- 28: Markus Ryffel (SUI)
- 50: Hugo Wey (SUI)

#### Teamwertung
| Platz | Land und Athleten                                 | Gesamtpunktzahl und Einzelplatzierung |
| ----- | ------------------------------------------------- | ------------------------------------- |
| 1     | Spanien José Haro José Luis Ruiz Fernando Cerrada | 18 02 07 09                           |
| 2     | Italien Franco Fava Aldo Tomasini Luca Bigatello  | 22 04 05 13                           |
| 3     | England Dennis Coates Barry Smith Tony Staynings  | 24 06 08 10                           |

Insgesamt wurden zwölf Teams gewertet. Die Schweizer Mannschaft belegte mit 100 Punkten den achten Platz.